# Котис (цар Лідії)
Котис (Kotys) — правитель Лідії з династії Атрідів або Танталідів.

## Життєпис
Походив з роду володаря Атрея. За Страбоном тотожній Танталу, тому династію також називають Танталідами.
Згідно з Геродотом (4:45), цар Котис був сином Манеса та океаніди Каллірої, народженим від Зевса та Геї, і братом (або батьком) царя Меонії Атіса.